# Lista de objetos artificiais deixando o Sistema Solar

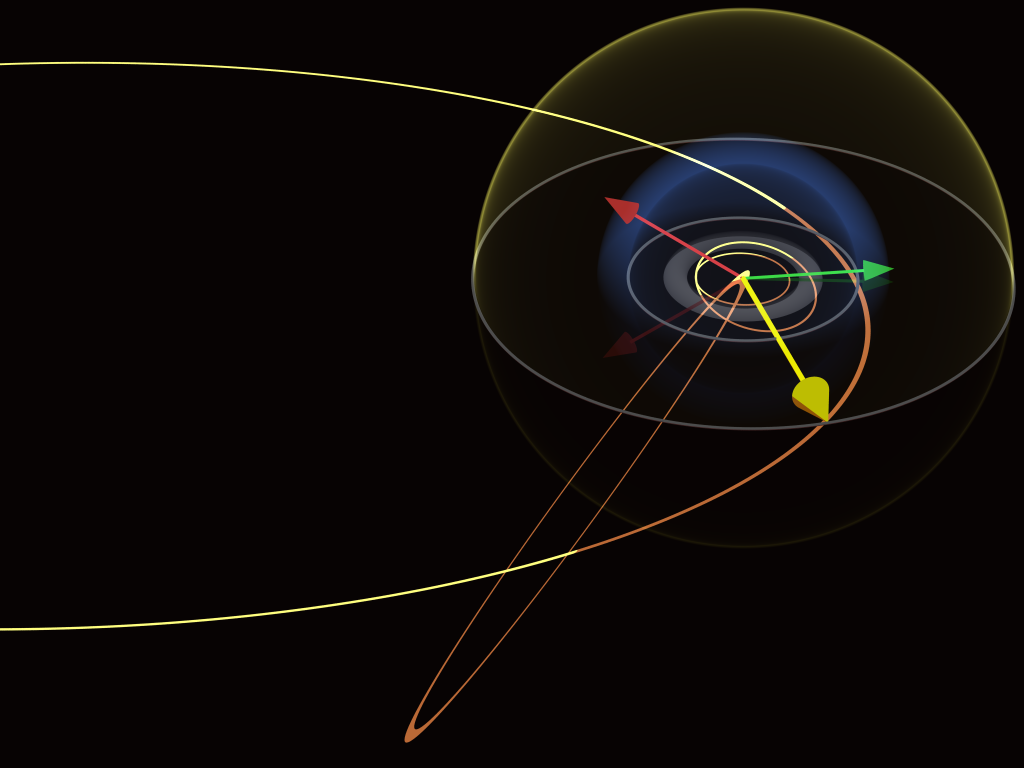
As flexas em vermelho e verde indicam as posições da Voyager 1 e Pioneer 10 ao fim de 2008; a casca azul indica o tamanho estimado do choque de terminação, enquanto o anel cinzento mostra o Cinturão de Kuiper. A casca amarela indica a distância em dia-luz do Sol e a flecha amarela, o ponto vernal. Clique na imagem para uma visão ampliada e links à outras escalas.

Trajetória da velocidade heliocêntrica da Voyager 2 contra sua distância do Sol, ilustrando o uso da assistência gravitacional para acelerar a nave por Júpiter, Saturno e Urano, terminando com o encontro na lua Trião de Netuno. A assistência gravitacional é como se a nave "pulasse" por um planeta, mas já que o planeta está se movendo ela não só pula, como é puxada por este (igual quando uma bola de baseball é acertada por um taco em movimento.

Abaixo está uma lista de objetos artificiais deixando o Sistema solar. Todos esses objetos são sondas e seus estágios superiores lançados pela NASA.
Pioneer 10 e Pioneer 11 estão abandonadas. Em adição à essas naves, alguns terceiros estágios e pesos de-spin estão deixando o Sistema Solar, assumindo que eles continuam em suas trajetórias.
Esses objetos estão deixando o Sistema Solar pois suas velocidades e direções estão os levando para longe do Sol, e a esta distância deste, sua força gravitacional não é suficiente para trazer estes objetos de volta ou colocá-los em órbita. Eles não são imunes à força gravitacional do Sol e estão sendo desacelerados, mas é previsto que eles tem velocidade o suficiente para entrar em espaço interestelar, i.e. manter sua velocidade de escape para deixar o Sistema Solar.

## Sondas de exploração planetária
- Pioneer 10 – lançada em 1972, sobrevoou Júpiter em 1973 e está na direção de Aldebarã (65 anos-luz de distância) na constelação de Taurus. O contato foi perdido em janeiro de 2003 e estima-se que ela já passou por 120 UA.[1]
- Pioneer 11 – lançada em 1973, sobrevoou Júpiter em 1974 e Saturno em 1979. O contato foi perdido em novembro de 1995 e estima-se que ela esta a cerca de 100 UA.[2] A nave está na direção da constelação de Aquila, noroeste da constelação de Sagittarius. Se não ocorrer algum incidente, Pioneer 11 deverá passar perto de alguma estrela da constelação em cerca de 4 milhões de anos.[3]
- Voyager 2 – lançada em agosto de 1977, voou por Júpiter em 1979, Saturno em 1981, Urano em 1986 e Netuno em 1989. A sonda deixou a Heliosfera e entrou no espaço interestelar a 119 UA no dia 5 de novembro de 2018.[4] Voyager 2 continua ativa. Não está na direção de nenhum estrela em particular, apesar de que aproximadamente em 40,000 anos deverá passar a 1,7 anos-luz da estrela Ross 248.[5] Se não for perturbada por 296,000 anos, deverá passar pela estrela Sirius a uma distância de 4,3 anos-luz.
- Voyager 1 – lançada em setembro de 1977, sobrevoou Júpiter em 1979 e Saturno em 1980, fazendo uma aproximação especial na lua Titã de Saturno. A sonda passou pela Heliopausa a 121 UA no dia 25 de agosto de 2012 e entrou no espaço interestelar.[6] Voyager 1 continua ativa. Está na direção do encontro com a estrela AC +79 3888, que está a 17,6 anos-luz da Terra, em cerca de 40,000 anos.[7]
- New Horizons – lançada em  2006, a sonda sobrevoou Júpiter em 2007 e Plutão no dia 14 de julho de 2015. Ela sobrevoou o objeto 486958 Arrokoth do Cinturão de Kuiper no dia 1 de janeiro de 2019, como parte da Kuiper Belt Extended Mission (KEM).[8]

Apesar de outras sondas terem sido lançadas primeiro, Voyager 1 atingiu uma maior velocidade e ultrapassou todas as demais. Voyager 1 ultrapassou a Voyager 2 alguns meses depois do lançamento, em 19 de dezembro de 1977. Ultrapassou a Pioneer 11 em 1983, e então a Pioneer 10—tornando-se a sonda mais distante da Terra—em 17 de fevereiro de 1998.
Voyager 2 também está se movendo mais rápido que as sondas lançadas anteriormente: tendo ultrapassado a Pioneer 11 em março de 1988, é esperado que ultrapasse a Pioneer 10 em 2023.
Dependendo de como a "anomalia das Pioneers afetar, a New Horizons provavelmente ultrapassará as sondas Pioneer, mas ainda precisará de muitos anos. Se não ultrapassar a Pioneer 11 até o século XXII, não ultrapassará a Pioneer 10 até o fim de tal século e nunca ultrapassará as Voyagers.

## Distância e velocidade a partir do Sol
| Nome         | Lançamento | Distância atual (UA) | Velocidade (km/s) |
| ------------ | ---------- | -------------------- | ----------------- |
| Voyager 1    | 1977       | 144                  | 17                |
| Pioneer 10   | 1972       | 123                  | 12                |
| Voyager 2    | 1977       | 119                  | 15                |
| Pioneer 11   | 1973       | 101                  | 11                |
| New Horizons | 2006       | 43                   | 14                |

Fonte: Heavens Above e JPL
A Velocidade de escape é a função da distância (r) a partir do centro do Sol, dada por
{\displaystyle v_{e}={\sqrt {\frac {2GM_{sol}}{r}}},}
onde o produto G Msol é o parâmetro gravitacional heliocêntrico. A velocidade inicial requirida para escapar do Sol a partir de sua superfície é 618 km/s, e cai para 42,1 km/s na distância da Terra do Sol (1 UA), e 4,21 km/s a uma distância de 100 UA.

Velocidade e distância da Voyager 1 e 2 a partir do Sol
Velicidade e distância da Pioneer 10 e 11 a partir do Sol
Velocidade e distância da New Horizons a partir do Sol.

## Estágios de propulsão

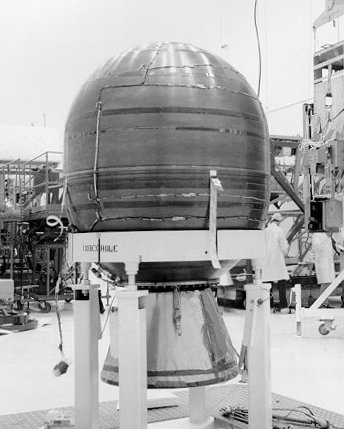
Um motor de foguete Star-48, parecido com aquele usado para lançar a New Horizons

Cada sonda planetária foi colocada em sua trajetória de escape por um Foguete multiestágio, o último estágio termina quase na mesma trajetória da sonda que ele lançou. Já que esses estágios não podem ser ativamente guiados, suas trajetórias agora são diferentes das sondas que eles lançaram (as sondas são guiadas por pequenos propulsores que permitem mudanças de curso). Entretanto, nos casos em que a sonda adquiriu a velocidade de escape através da assistência gravitacional, os estágios talvez não estejam num curso similar e ainda tem a possibilidade remota de que eles acabam por colidir com algo. Alguns objetos em órbita heliocêntrica foram reindentificados com um telescópio, então suas trajetórias puderam ser confirmadas.
Os estágios numa trajetória de escape são:
- Terceiro estágio da Pioneer 10, um TE364-4, variante do foguete de combustível sólido Star-37.[17]
- Terceiro estágio da Voyager 1, um foguete de combustível sólido Star 37E.[18]
- Terceiro estágio da Voyager 2, um foguete de combustível sólido Star 37E.[18]
- Terceiro estágio da New Horizons, um foguete de combustível sólido Star 48B, que está numa trajetória de escape parecida com a da New Horizons, e até chegou em Júpiter 6 horas antes da New Horizons. Em 15 de outubro de 2015, passou pela órbita de Plutão a uma distância de 213 milhões de quilômetros (mais de 1 UA) de Plutão.[19][20] Foi quase quatro meses antes da New Horizons passar.[21]

Em adição, dois pequenos pesos Yo-yo de-spin em cabos foram usados para reduzir o giro da New Horizons antes de sua soltura do terceiro estágio. Uma vez que a velocidade de giro foi reduzida, essas massas e os cabos foram liberados, então também estão numa trajetória de escape do Sistema Solar. Nenhum desses objetos são rastreáveis (eles não tem energia ou antena de rádio, giram de forma incontrolável e são pequenos demais para detecção) e suas posições exatas são desconhecidas além de suas trajetórias de escape do Sistema Solar que foram projetadas.
É imaginado que o terceiro estágio da Pioneer 11 esteja em órbita solar pois seu encontro com Júpiter não resultaria em escape do Sistema Solar. Pioneer 11 ganhou a velocidade necessária para escapar do Sistema Solar com seu encontro subsequente com Saturno.
Os únicos objetos até hoje lançados diretamente numa trajetória de escape do Sistema Solar são a New Horizons, seu terceiro estágio e as duas massas de-spin. O segundo estágio Centaur não está escapando; ele está numa órbita heliocêntrica de 1,83 anos.
Os segundos estágios Centaur da Pioneer 10 e 11, e Voyager 1 e 2 também estão em órbitas heliocêntricas.
Com o objetivo de deixar o Sistema Solar, a sonda precisa alcançar a velocidade de escape. Depois de deixar a Terra, a velocidade de escape do Sol é 42.1 km/s. Para atingir essa velocidade, é extremamente vantajoso usar a velocidade orbital da Terra ao redor do Sol, que é 19,78 km/s. Ao passar próximo de um planeta, a sonda pode granhar velocidade adicional.
Em 19 de janeiro de 2006, New Horizons foi lançada diretamente numa trajetória de escape solar a 58,536 km/h a partir de Cabo Canaveral usando uma versão do Atlas V com 5 SRBs AJ-60A e o Common Core Booster, o segundo estágio Centaur e o terceiro estágio Star 48B. New Horizons passou da órbita da Lua em apenas nove horas.
Unidades propulsoras para a New Horizons, que foi lançada diretamente numa velocidade de escape solar a partir da Terra:
- Atlas V
- Common Core Booster (primeiro estágio)
- AJ-60A (propulsores laterais)
- Estágio superior Centaur
- Star 48B
- Os propulsores da New Horizons.[28]
  - 77 quilogramas (170 libras) de hidrazina alimentando quatro 4,4 newtons (propulsores de uma libra) e doze 0,8 newtos (cerca de 85 gramas) (16 propulsores no total)[28]

## Galeria

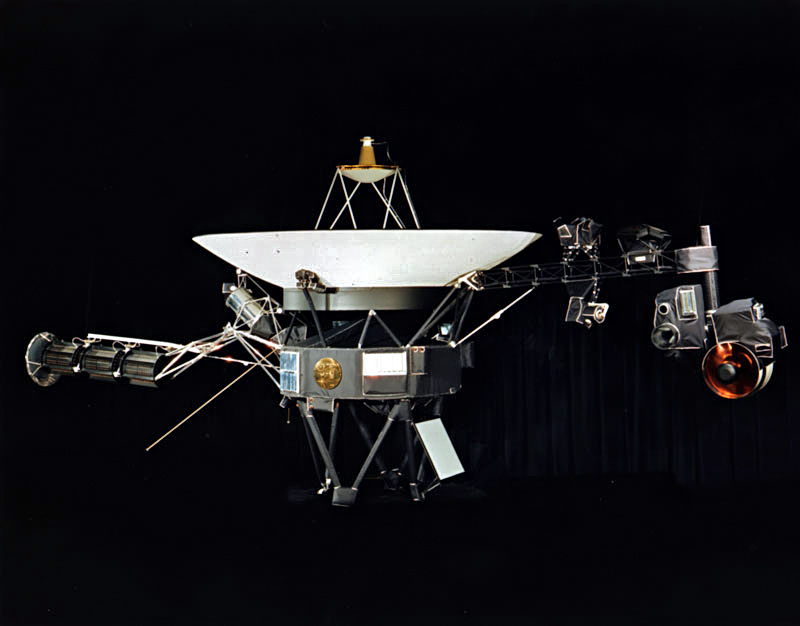
Foto da Voyager 1 / Voyager 2
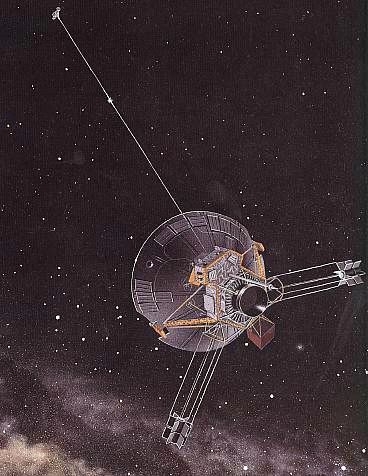
Concepção artística da Pioneer 10 / Pioneer 11
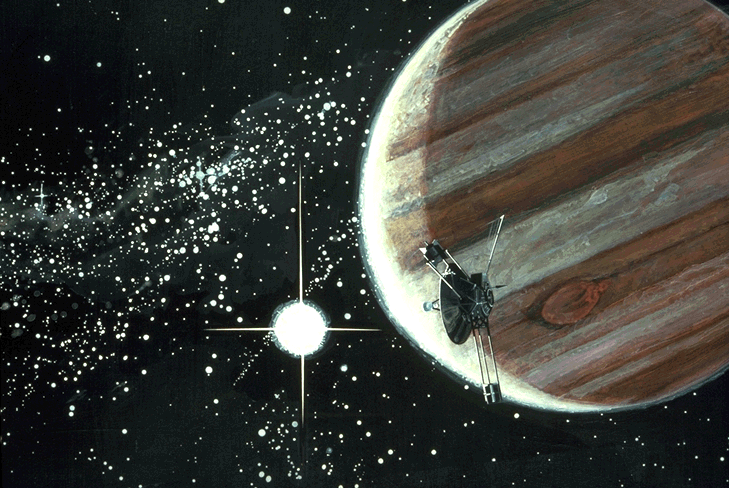
Concepção artística da Pioneer 10 perto de Júpiter
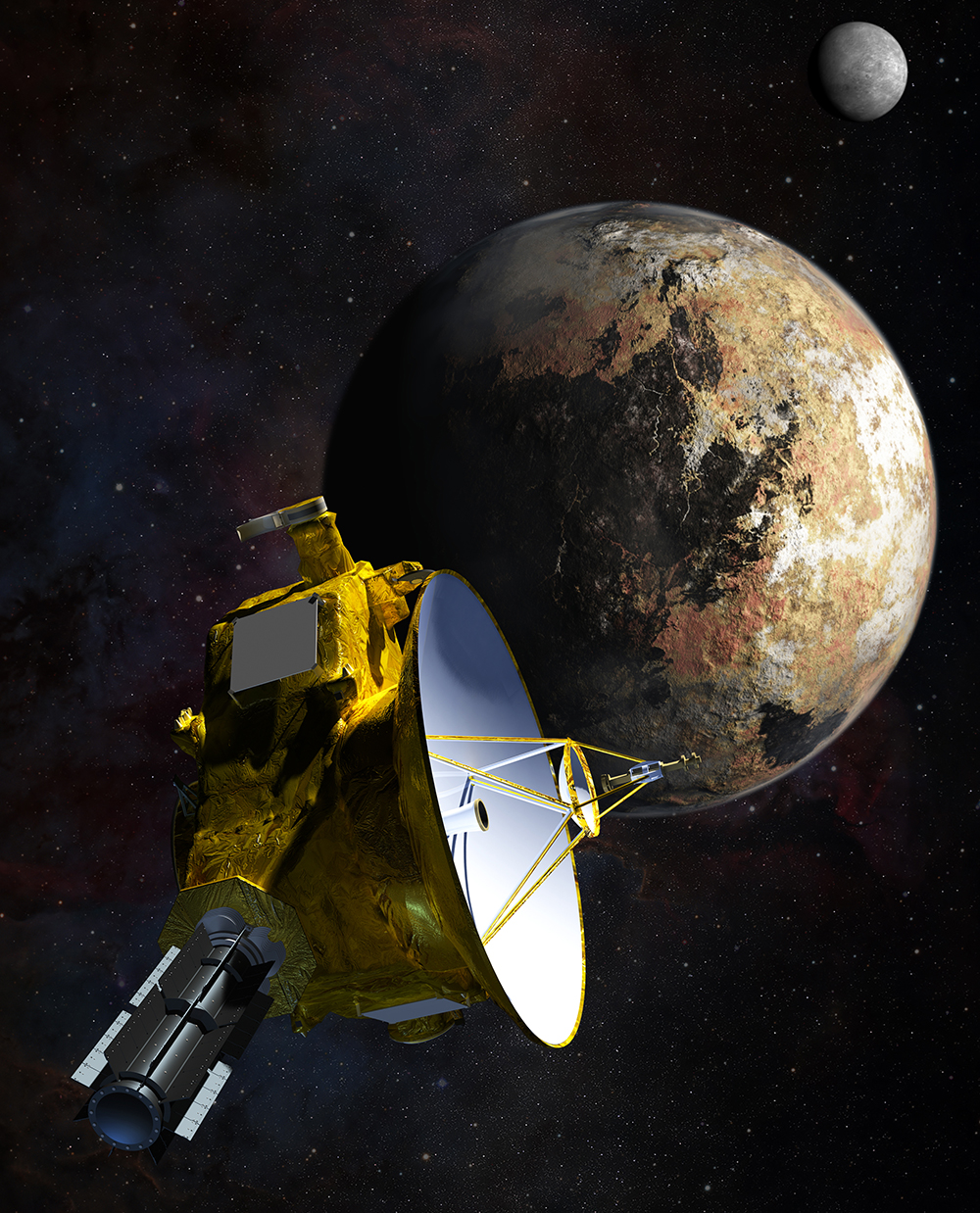
Concepção artística da New Horizons aproximando-se de Plutão.
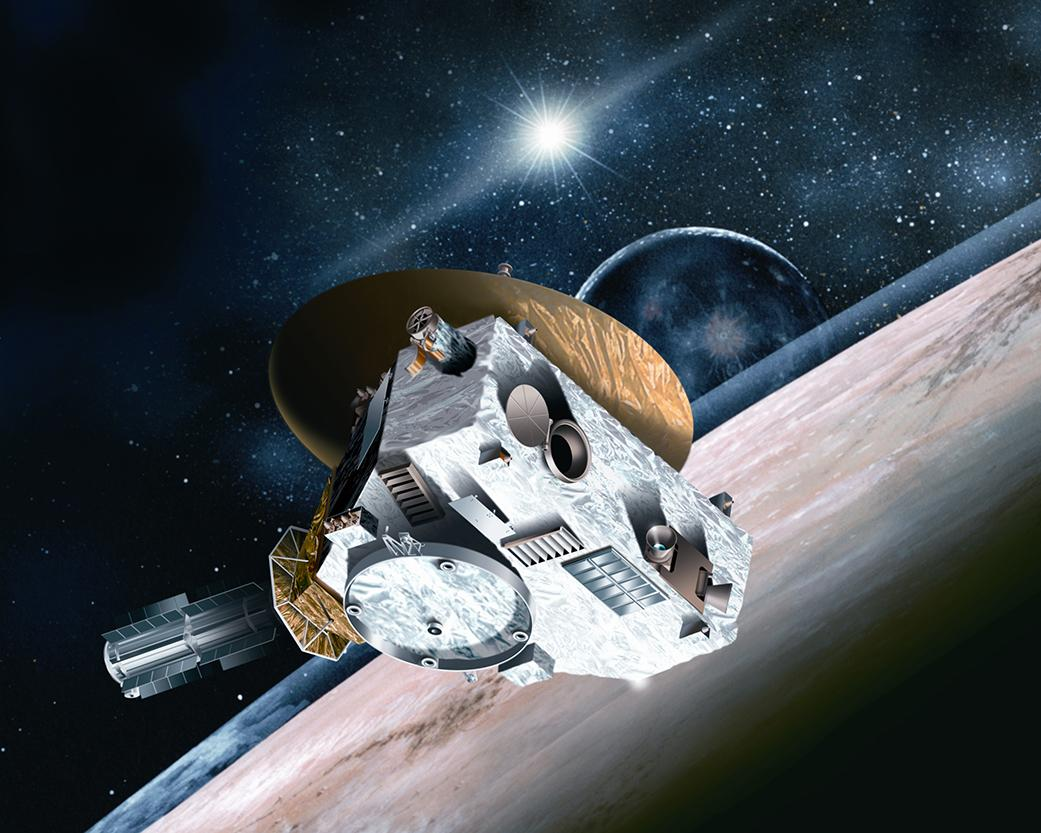
Concepção artística da New Horizons próxima de Plutão.

- Este artigo foi inicialmente traduzido, total ou parcialmente, do artigo da Wikipédia em inglês cujo título é «List of artificial objects leaving the Solar System».